# جهد منخفض

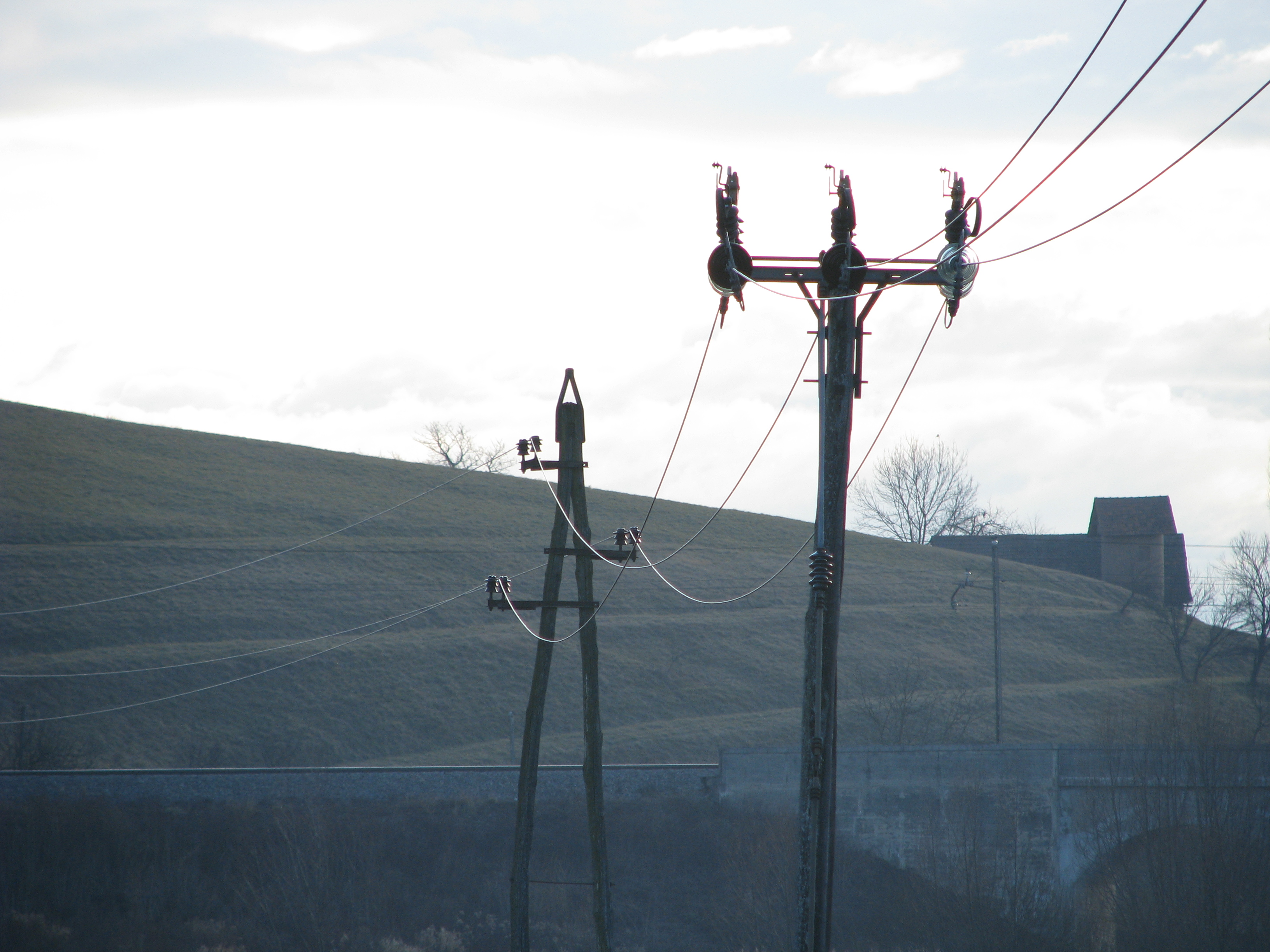

الجهد المنخفض هو مصطلح نسبي، له عدة تعريفات تختلف على حسب الحالة، وتستخدم هذه التعاريف في مجال نقل الكهرباء وتوزيعها، وفي مجال صناعة الإلكترونات .
وتعرف أكواد السلامة الكهربية مصطلح الجهد المنخفض على أنها الدوائر التي لا تحتاج للحماية المطلوبة في حالات الجهد العالي . وهذه التعاريف تختلف من بلد لبلد، ولكل بلد كود خاص بها .
| مدي الجهد في IEC  | التيار المتردد | التيار المستمر | التعريف          |
| ----------------- | -------------- | -------------- | ---------------- |
| الجهد العالي      | > 1000Vrms     | > 1500Vrms     | الشرارة الكهربية |
| الجهد المنخفض     | 50-1000        | 120-1500Vrms   | الصدمة الكهربية  |
| الجهد المنخفض جدا | <50            | <120           | الخطر قليل       |

## التعريفات
- في أنظمة الطاقة الكهربائية يستخدم تيار الجهد المنخفض في الإضاءة والأجهزة المحمولة . وعند التعرض لتيار الجهد في هذه الحالة فإنه لا يزال يمثل خطورة في التعرض لصدمات كهربائية . ولكنها تكون في العادة صدمات خفيفة ولا تشكل خطر كبير .
- وتحدد اللجنة الدولية الكهروتقنية (IEC) ان الجهد المنخفض يكون في نطاق (50–1000 V) في حالة التيار المتردد و (120–1500) في حالة التيار المستمر .